# КК Мега
КК Мега (из спонзорских разлога Мега МИС) српски је кошаркашки клуб из Београда. Клуб је основан 1998. године, а тренутно се такмичи у Јадранској лиги и Кошаркашкој лиги Србије.

## Историја
Клуб је 23. децембра 1998. под именом КК Авала Ада основала група ентузијаста запослених у фабрици Авала Ада, која се бави производњом картонске амбалаже, а клуб је функционисао у оквиру Спортског друштва „Авала Ада“ које је основано у исто време.
Авала Ада у пролеће 1999. побеђује у Регионалној лиги Београда (летњој лиги) и тако обезбеђује учешће у Другој Српској лиги. У сезони 1999/00. клуб се пласирао у Прву Српску лигу, трећи ранг такмичења, а прве две сезоне у Првој Српској лиги завршио је на трећем месту.
У сезони 2002/03. клуб није успео да се преко плеј-офа пласира у Прву Б лигу, али је пласман у виши ранг ипак остварио преко квалификација које су игране у Новом Бечеју, а где је био бољи од Врбаса и Зете. Прву сезону у Првој Б лиги клуб је завршио на трећем месту.
Руковођење клубом је 2004. преузео менаџер Мишко Ражнатовић и његова агенција „Беобаскет” из Београда. Уследио је и највећих успех клуба, пошто се у сезони 2004/05. као другопласирани у Првој Б лиги пласирао у Прву А савезну лигу, први ранг такмичења.
Клуб је 19. децембра 2005. променио назив клуба у Мега баскет, али је истовремено потписао и спонзорски уговор са компанијом Исхрана а. д. из Смедерева, тако да је клуб од сезоне 2005/06. наступао под именом Мега Исхрана. Прву сезону у Првој лиги клуб је завршио на десетом месту и требало је да испадне у нижи ранг, али је због расформирања Прве лиге Србије и Црне Горе и одласка црногорских клубова задржао прволигашки статус. Другу сезону у првом рангу, а прву у Кошаркашкој лиги Србије је завршио на трећем месту и тако по први пут обезбедио пласман у Суперлигу, где је на крају заузео шесто место. Због спонзорских разлога клуб је у сезони 2007/08. носио назив Мега Аква Монта, а у сезони 2008/09. Мега Хипо Лизинг. Те две сезоне клуб је завршио на петом месту у КЛС.
У августу 2009, пре почетка сезоне 2009/10, београдски клуб КК Визура је припојен Меги и клуб је преименован у Мега Визура. Прву сезону у КЛС са новим именом клуб је завршио на осмом месту. У сезонама 2010/11. и 2011/12. Мега Визура је оба пута успела да се као четвртопласирана у КЛС пласира у Суперлигу, где је заузела осмо и шесто место.
У сезони 2012/13, Мега Визура се поново пласирала у Суперлигу као другопласирана у КЛС са скором од 20 победа и 6 пораза, али је завршила на другој позицији због лошег међусобног против Војводине (први меч 88:76, други меч 77:76). Мега Визура је у Суперлиги завршила на трећој позицији са скором од 9 победа и 5 пораза и тако се по први пут пласирала у полуфинале Суперлиге и захваљујући томе Мега Визура је обезбедила учешће у Јадранској лиги. У полуфиналу плеј-офа су поражени са 2:1 од Црвене звезде.
Због правила Јадранске лиге да по којем највише два клуба могу да буду из истог града (у овом случају то су Црвена звезда и Партизан), Мега Визура је своје утакмице у сезони 2013/14. Јадранске лиге играла у спортској дворани у Смедереву. За сезону 2014/15. променили су домаћинство и наступају у Сремској Митровици.
У новембру 2014. клуб је променио име у Мега Лекс.
Сезона 2015/16. је била најуспешнија у историји клуба. Освојен је први трофеј – Куп Радивоја Кораћа. У финалу које је одиграно 21. фебруара 2016. у хали Чаир у Нишу, побеђен је Партизан са 85:80. У АБА лиги је Мега остварила пласман у плеј-оф да би потом у полуфиналу и поред великих проблема са повредама, савладана подгоричка Будућност са 2:0 у серији, чиме је остварен велики успех и пласман у финале регионалног такмичења. У финалу је екипа поражена од Црвене звезде.
Дана 20. јуна 2017. клуб је променио име у Мега Бемакс, потписивањем двогодишњег уговора са црногорском компанијом Бемакс. То је била седма промена имена у 19 година дугој историји клуба.
Дана 15. септембра 2020. клуб је променио име у Мега Сокербет, потписивањем једногодишњег уговора са спортском кладионицом Сокер. То је била осма промена имена у 21 години дугој историји клуба.

## Имена клуба
| 1998—2005 | Авала Ада        |
| 2005—2007 | Мега Исхрана     |
| 2007—2008 | Мега Аква Монта  |
| 2008—2009 | Мега Хипо Лизинг |
| 2009—2014 | Мега Визура      |
| 2014—2017 | Мега Лекс        |
| 2017—2020 | Мега Бемакс      |
| 2020—2021 | Мега Сокербет    |
| 2021—2022 | Мега Моцарт      |
| 2022—     | Мега МИС         |

## Успеси

### Национални
- Првенство Србије:
  - Вицепрвак (1): 2020/21.
- Куп Радивоја Кораћа:
  - Победник (1): 2016.
  - Финалиста (4): 2014, 2015, 2021, 2023.

### Међународни
- Јадранска лига:
  - Финалиста (1): 2015/16.

## Учинак у претходним сезонама
| Сез.     | Првенство Србије — КЛС | Првенство Србије — Суперлига | Куп Србије   | Регионално такмичење                   | Европско такмичење               |
| -------- | ---------------------- | ---------------------------- | ------------ | -------------------------------------- | -------------------------------- |
| 2008/09. | 5. место               | —                            | —            | Балканска лига — 3. место              | —                                |
| 2009/10. | 8. место               | —                            | —            | —                                      | —                                |
| 2010/11. | 4. место               | 8. место                     | Четвртфинале | —                                      | —                                |
| 2011/12. | 4. место               | 6. место                     | Четвртфинале | —                                      | —                                |
| 2012/13. | 2. место               | Полуфинале ПО                | Полуфинале   | —                                      | —                                |
| 2013/14. | —                      | Полуфинале ПО                | Финалиста    | Јадранска лига — 8. место              | —                                |
| 2014/15. | —                      | Полуфинале ПО                | Финалиста    | Јадранска лига — 10. место             | —                                |
| 2015/16. | —                      | Полуфинале ПО                | Победник     | Јадранска лига — Финалиста             | —                                |
| 2016/17. | —                      | Полуфинале ПО                | Полуфинале   | Јадранска лига — 6. место              | ФИБА Лига шампиона — Групна фаза |
| 2017/18. | —                      | Четвртфинале ПО              | Полуфинале   | Јадранска лига — 9. место              | —                                |
| 2017/18. | —                      | Четвртфинале ПО              | Полуфинале   | Суперкуп Јадранске лиге — Полуфинале   | —                                |
| 2018/19. | —                      | Полуфинале ПО                | Полуфинале   | Јадранска лига — 5. место              | —                                |
| 2019/20. | —                      | није играно                  | Полуфинале   | Јадранска лига (прекинуто)             | —                                |
| 2019/20. | —                      | није играно                  | Полуфинале   | Суперкуп Јадранске лиге — Четвртфинале | —                                |
| 2020/21. | —                      | Вицепрвак                    | Финалиста    | Јадранска лига — 6. место              | —                                |
| 2021/22. | —                      | Полуфинале ПО                | Полуфинале   | Јадранска лига — 10. место             | —                                |
| 2022/23. | —                      | Полуфинале ПО                | Финалиста    | Јадранска лига — Четвртфинале          | —                                |
| 2023/24. | —                      | Полуфинале ПО                | Четвртфинале | Јадранска лига — Полуфинале            | —                                |
| 2023/24. | —                      | Полуфинале ПО                | Четвртфинале | Суперкуп Јадранске лиге — Четвртфинале |                                  |
| 2024/25. | —                      | Четвртфинале ПО              | Полуфинале   | Јадранска лига — Четвртфинале          | —                                |

## Играчи на НБА драфту
На НБА драфту је из редова Мега Лекса изабрано петнаест играча:
- Милован Раковић (2007. год, 60. пик, одабрали Далас маверикси)
- Никола Јокић (2014. год, 41. пик, одабрали Денвер нагетси)
- Василије Мицић (2014. год, 52. пик, одабрали Филаделфија севентисиксерси)
- Немања Дангубић (2014. год, 54. пик, одабрали Филаделфија севентисиксерси)
- Тимоте Ливави (2016. год, 24. пик, одабрали Филаделфија севентисиксерси)
- Ивица Зубац (2016. год, 32. пик, одабрали Лос Анђелес лејкерси)
- Раде Загорац (2016. год, 35. пик, одабрали Бостон селтикси)
- Влатко Чанчар (2017. год, 49. пик, одабрали Денвер нагетси)
- Огњен Јарамаз (2017. год, 58. пик, одабрали Њујорк никси)
- Алфа Каба (2017. год, 60. пик, одабрали Атланта хокси)
- Гога Битадзе (2019. год, 18. пик, одабрали Индијана пејсерси)
- Марко Симоновић (2020. год, 44. пик, одабрали Чикаго булси)
- Филип Петрушев (2021. год, 50. пик, одабрали Филаделфија севентисиксерси)
- Никола Јовић (2022. год, 27. пик, одабрао Мајами хит)
- Карло Матковић (2022. год, 52. пик, одабрали Њу Орлеанс пеликанси)
- Никола Ђуришић (2024. год, 43. пик, одабрао Мајами хит)

## Познатији тренери
- Влада Вукоичић
- Дејан Милојевић
- Оливер Поповић
- Михаило Увалин
- Драгиша Шарић